# Corsa della Pace Juniores
La Corsa della Pace Juniores (ufficialmente, in francese, Course de la Paix Juniors) è una corsa a tappe maschile di ciclismo su strada che si svolge nella regione di Ústí nad Labem, in Repubblica Ceca. È riservata alla categoria Juniores (ciclisti di 17 e 18 anni), e si tiene normalmente, con cadenza annuale, nel mese di maggio. 
Corsa per la prima volta nel 1965, conta fra i vincitori ciclisti poi affermatisi nel professionismo come Denis Men'šov (1995), Fabian Cancellara (1999), Michał Kwiatkowski (2007, 2008), Mads Pedersen (2013) e Remco Evenepoel (2018). Dal 2008 è inclusa nel calendario della Coppa delle Nazioni Juniors UCI.

## Albo d'oro
Aggiornato all'edizione 2022.
| Anno      | Vincitore                             | Secondo                               | Terzo                                 |
| --------- | ------------------------------------- | ------------------------------------- | ------------------------------------- |
| 1965      | Fritz Germin                          |                                       |                                       |
| 1966      | Petr Hladík                           |                                       |                                       |
| 1967-1973 | non disputata                         | non disputata                         | non disputata                         |
| 1974      | Vladimir Šapovalov                    |                                       |                                       |
| 1975      | Ivan Romanov                          |                                       |                                       |
| 1976      | Jiří Korous                           |                                       |                                       |
| 1977      | Alessandro Paganessi                  |                                       |                                       |
| 1978      | Falk Boden                            |                                       |                                       |
| 1979      | Alberto Molinari                      |                                       |                                       |
| 1980      | Vladimír Kozárek                      |                                       |                                       |
| 1981      | Berndt Pfister                        |                                       |                                       |
| 1982      | Christian Jager                       |                                       |                                       |
| 1983      | Roman Kreuziger                       |                                       |                                       |
| 1984      | Ondřej Glajza                         |                                       |                                       |
| 1985      | Leonid Lebedëv                        |                                       |                                       |
| 1986      | Miroslav Lipták                       |                                       |                                       |
| 1987      | Luboš Pekárek                         |                                       |                                       |
| 1988      | František Trkal                       |                                       |                                       |
| 1989      | Petr Cirkl                            |                                       |                                       |
| 1990      | Danilo Klaar                          |                                       |                                       |
| 1991      | Jiří Pospíšil                         |                                       |                                       |
| 1992      | Petr Herman                           |                                       |                                       |
| 1993      | Janek Ermal                           |                                       |                                       |
| 1994      | Dmitrij Parfimovič                    |                                       |                                       |
| 1995      | Denis Men'šov                         |                                       |                                       |
| 1996      | Denis Bondarenko                      |                                       |                                       |
| 1997      | Christian Werner                      |                                       |                                       |
| 1998      | Michal Moureček                       |                                       |                                       |
| 1999      | Fabian Cancellara                     |                                       |                                       |
| 2000      | Piotr Mazur                           |                                       |                                       |
| 2001      | Sven Krauss                           |                                       |                                       |
| 2002      | Peter Velits                          | Dmitrij Kozončuk                      | Igor Klak                             |
| 2003      | Peter Velits                          | Maksim Bel'kov                        | Zdeněk Štybar                         |
| 2004      | Roman Kreuziger                       | Simon Špilak                          | Anders Berendt Hansen                 |
| 2005      | Tanel Kangert                         | André Steensen                        | Rein Taaramäe                         |
| 2006      | Martin Hačecký                        | Róbert Gavenda                        | Jakob Kratochvíla                     |
| 2007      | Michał Kwiatkowski                    | Matthias Brändle                      | Fabian Schaar                         |
| 2008      | Michał Kwiatkowski                    | Peter Sagan                           | Eliot Lietaer                         |
| 2009      | Łukasz Wiśniowski                     | Nikias Arndt                          | Wilco Kelderman                       |
| 2010      | Evgenij Šalunov                       | Asbjørn Kragh Andersen                | Petr Vakoč                            |
| 2011      | Magnus Cort Nielsen                   | Aleksej Rybalkin                      | Olivier Le Gac                        |
| 2012      | Niklas Eg                             | Søren Kragh Andersen                  | Ildar Arslanov                        |
| 2013      | Mads Pedersen                         | Logan Owen                            | Mathieu van der Poel                  |
| 2014      | Magnus Bak Klaris                     | Rayane Bouhanni                       | William Barta                         |
| 2015      | Brandon McNulty                       | Adrien Costa                          | Nikolaj Iličëv                        |
| 2016      | Christopher Blevins                   | Evgenij Kazanov                       | Jaka Primožič                         |
| 2017      | Idar Andersen                         | Andreas Leknessund                    | Andrea Bagioli                        |
| 2018      | Remco Evenepoel                       | Mattias Skjelmose Jensen              | Ludvig Aasheim                        |
| 2019      | Hugo Toumire                          | Maurice Ballerstedt                   | Andrea Piccolo                        |
| 2020      | annullata per la pandemia di COVID-19 | annullata per la pandemia di COVID-19 | annullata per la pandemia di COVID-19 |
| 2021      | Per Strand Hagenes                    | Emil Herzog                           | Cian Uijtdebroeks                     |
| 2022      | Emil Herzog                           | António Morgado                       | Jørgen Nordhagen                      |